# Під землею
«Під землею» — радянський короткометражний телевізійний художній фільм, знятий на замовлення Центрального телебачення СРСР режисером  Роландом Калниньшем за оповіданням Олександра Власова і Аркадія Млодика на Ризькій кіностудії в 1963 році. Телевізійна прем'єра відбулася в 1964 році.

## Сюжет
Під час Великої Вітчизняної війни група патріотично налаштованих хлопців, які живуть на окупованій німцями території, рятує від неминучої смерті радянського розвідника, тяжко пораненого під час переходу лінії фронту. Школярі не тільки надійно сховали розвідника в підземеллі, але і з ризиком для життя доставили в армійський штаб карту з важливими військовими об'єктами ворога.

## У ролях
- Олексій Сафонов —  Смоляков
- Євген Євсєєв —  Вася
- Василь Зєвакін —  Єрема
- Людмила Пікаревська —  Люба
- Михайло Долгов —  Федько
- Родіон Гордієнко —  Добромамін
- Яніс Кубіліс —  Мюллер
- Володимир Цибін —  Стоєдов
- Скулме Валентин —  патрульний
- Робертс Цеплітіс —  патрульний
- А. Михайлов —  Чухнін

## Знімальна група
- Автор сценарію: Гунарс Прієде
- Режисер: Роланд Калниньш
- Оператор: Мікс Звірбуліс
- Художник: Гунарс Балодіс